# Серенко, Никита Васильевич
Никита Васильевич Серенко — советский хозяйственный, государственный и политический деятель, Герой Социалистического Труда (1948).

## Биография
Родился в 1901 году в Алтайском крае. Член ВКП(б).
С 1913 года — на хозяйственной, общественной и политической работе. В 1913—1970 гг. — батрак в хозяйствах зажиточных крестьян, проходил срочную службу в рядах Красной Армии, вступил в колхоз «Страна Советов», разнорабочий, бригадир полеводческой бригады, председатель колхоза «Страна Советов» Угловского района Алтайского края, участник Великой Отечественной войны, вновь председатель, инспектор по труду, агроном колхоза «Страна Советов».
Указом Президиума Верховного Совета СССР от 4 марта 1948 года присвоено звание Героя Социалистического Труда с вручением ордена Ленина и золотой медали «Серп и Молот».
Избирался депутатом Верховного Совета РСФСР 2-го, 3-го, 4-го созывов.
Умер в Барнауле в 1989 году.